# 選抜高等学校野球大会 (長崎県勢)
選抜高等学校野球大会（春の甲子園）における長崎県勢の成績について記す。

## 大会結果
| 大会                 | 選出校                    | 試合結果 | 試合結果                          | 成績     |
| -------------------- | ------------------------- | -------- | --------------------------------- | -------- |
| 1933年（第10回大会） | 長崎商（初出場）          | 1回戦    | ● 7 - 9 鳥取一中                  | 初戦敗退 |
| 1951年（第23回大会） | 長崎西（初出場）          | 1回戦    | ○ 1 - 0 湘南                      | ベスト4  |
| 1951年（第23回大会） | 長崎西（初出場）          | 準々決勝 | ○ 3 - 0 中京商                    | ベスト4  |
| 1951年（第23回大会） | 長崎西（初出場）          | 準決勝   | ● 3 - 4x 鳴門（延長15回）         | ベスト4  |
| 1952年（第24回大会） | 長崎商（19年ぶり2回目）   | 2回戦    | ○ 3 - 2 日大三                    | ベスト8  |
| 1952年（第24回大会） | 長崎商（19年ぶり2回目）   | 準々決勝 | ● 2 - 5 八尾                      | ベスト8  |
| 1959年（第31回大会） | 長崎南山（初出場）        | 1回戦    | ○ 6 - 1 富田林（延長12回）        | ベスト4  |
| 1959年（第31回大会） | 長崎南山（初出場）        | 2回戦    | ○ 1 - 0 東邦                      | ベスト4  |
| 1959年（第31回大会） | 長崎南山（初出場）        | 準々決勝 | ○ 1x - 0 高松商（延長12回）       | ベスト4  |
| 1959年（第31回大会） | 長崎南山（初出場）        | 準決勝   | ● 1 - 6 岐阜商                    | ベスト4  |
| 1961年（第33回大会） | 海星（初出場）            | 1回戦    | ● 0 - 4 平安                      | 初戦敗退 |
| 1972年（第44回大会） | 諫早（初出場）            | 2回戦    | ○ 5 - 3 成章                      | ベスト8  |
| 1972年（第44回大会） | 諫早（初出場）            | 準々決勝 | ● 0 - 9 日大三                    | ベスト8  |
| 1975年（第47回大会） | 佐世保工（初出場）        | 1回戦    | ● 4 - 7 静岡商                    | 初戦敗退 |
| 1977年（第49回大会） | 海星（16年ぶり2回目）     | 2回戦    | ● 2 - 6 中村                      | 初戦敗退 |
| 1980年（第52回大会） | 諫早（8年ぶり2回目）      | 2回戦    | ○ 4 - 3 東海大三（延長11回）      | ベスト8  |
| 1980年（第52回大会） | 諫早（8年ぶり2回目）      | 準々決勝 | ● 3 - 4x 広陵                     | ベスト8  |
| 1981年（第53回大会） | 佐世保工（6年ぶり2回目）  | 1回戦    | ● 4 - 5 桜美林                    | 初戦敗退 |
| 1983年（第55回大会） | 佐世保工（2年ぶり3回目）  | 1回戦    | ○ 2 - 0 星林                      | ベスト8  |
| 1983年（第55回大会） | 佐世保工（2年ぶり3回目）  | 2回戦    | ○ 1 - 0 報徳学園                  | ベスト8  |
| 1983年（第55回大会） | 佐世保工（2年ぶり3回目）  | 準々決勝 | ● 0 - 8 明徳                      | ベスト8  |
| 1984年（第56回大会） | 佐世保実（初出場）        | 1回戦    | ○ 4 - 0 星稜                      | 2回戦    |
| 1984年（第56回大会） | 佐世保実（初出場）        | 2回戦    | ● 0 - 2 明徳義塾                  | 2回戦    |
| 1987年（第59回大会） | 海星（10年ぶり3回目）     | 1回戦    | ● 3 - 5 京都西                    | 初戦敗退 |
| 1991年（第63回大会） | 瓊浦（初出場）            | 1回戦    | ● 0 - 13 国士舘                   | 初戦敗退 |
| 1993年（第65回大会） | 長崎日大（初出場）        | 2回戦    | ○ 5 - 3 智弁学園                  | ベスト8  |
| 1993年（第65回大会） | 長崎日大（初出場）        | 3回戦    | ○ 5 - 0 鳥取西                    | ベスト8  |
| 1993年（第65回大会） | 長崎日大（初出場）        | 準々決勝 | ● 2 - 5 大宮東                    | ベスト8  |
| 1999年（第71回大会） | 長崎日大（6年ぶり2回目）  | 1回戦    | ● 2 - 3x 駒大高                   | 初戦敗退 |
| 2001年（第73回大会） | 海星（14年ぶり4回目）     | 2回戦    | ● 3 - 4x 仙台育英（延長10回）     | 初戦敗退 |
| 2006年（第78回大会） | 清峰（初出場）            | 1回戦    | ○ 11 - 2 岡山東商                 | 準優勝   |
| 2006年（第78回大会） | 清峰（初出場）            | 2回戦    | ○ 3 - 2 東海大相模（延長14回）    | 準優勝   |
| 2006年（第78回大会） | 清峰（初出場）            | 準々決勝 | ○ 4 - 0 日本文理                  | 準優勝   |
| 2006年（第78回大会） | 清峰（初出場）            | 準決勝   | ○ 6 - 0 PL学園                    | 準優勝   |
| 2006年（第78回大会） | 清峰（初出場）            | 決勝     | ● 0 - 21 横浜                     | 準優勝   |
| 2009年（第81回大会） | 清峰（3年ぶり2回目）      | 1回戦    | ○ 4 - 0 日本文理                  | 優勝     |
| 2009年（第81回大会） | 清峰（3年ぶり2回目）      | 2回戦    | ○ 1 - 0 福知山成美                | 優勝     |
| 2009年（第81回大会） | 清峰（3年ぶり2回目）      | 準々決勝 | ○ 8 - 2 箕島                      | 優勝     |
| 2009年（第81回大会） | 清峰（3年ぶり2回目）      | 準決勝   | ○ 4 - 1 報徳学園                  | 優勝     |
| 2009年（第81回大会） | 清峰（3年ぶり2回目）      | 決勝     | ○ 1 - 0 花巻東                    | 優勝     |
| 2011年（第83回大会） | 波佐見（初出場）          | 1回戦    | ○ 5 - 1 横浜                      | 2回戦    |
| 2011年（第83回大会） | 波佐見（初出場）          | 2回戦    | ● 0 - 2 加古川北                  | 2回戦    |
| 2013年（第85回大会） | 創成館（初出場）          | 2回戦    | ● 2 - 7 仙台育英                  | 初戦敗退 |
| 2014年（第86回大会） | 創成館（2年連続2回目）    | 1回戦    | ● 0 - 3 駒大苫小牧                | 初戦敗退 |
| 2016年（第88回大会） | 海星（15年ぶり5回目）     | 1回戦    | ○ 3 - 2 長田                      | ベスト8  |
| 2016年（第88回大会） | 海星（15年ぶり5回目）     | 2回戦    | ○ 2 - 1 敦賀気比                  | ベスト8  |
| 2016年（第88回大会） | 海星（15年ぶり5回目）     | 準々決勝 | ● 8 - 17 高松商                   | ベスト8  |
| 2018年（第90回大会） | 創成館（4年ぶり3回目）    | 2回戦    | ○ 3 - 1 下関国際                  | ベスト8  |
| 2018年（第90回大会） | 創成館（4年ぶり3回目）    | 3回戦    | ○ 2x - 1 智弁学園（延長10回）     | ベスト8  |
| 2018年（第90回大会） | 創成館（4年ぶり3回目）    | 準々決勝 | ● 10 - 11x 智弁和歌山（延長10回） | ベスト8  |
| 2020年（第92回大会） | 創成館（2年ぶり4回目）    | 交流試合 | ○ 4 - 0 平田                      | （中止） |
| 2021年（第93回大会） | 大崎（初出場）            | 1回戦    | ● 1 - 2 福岡大大濠                | 初戦敗退 |
| 2022年（第94回大会） | 長崎日大（23年ぶり3回目） | 1回戦    | ● 2 - 6 近江（延長13回TB）        | 初戦敗退 |
| 2023年（第95回大会） | 長崎日大（2年連続4回目）  | 2回戦    | ● 3 - 4 龍谷大平安                | 初戦敗退 |
| 2023年（第95回大会） | 海星（7年ぶり6回目）      | 2回戦    | ○ 5 - 1 社                        | 3回戦    |
| 2023年（第95回大会） | 海星（7年ぶり6回目）      | 3回戦    | ● 2 - 3 広陵                      | 3回戦    |
| 2025年（第97回大会） | 壱岐（21世紀枠・初出場）  | 1回戦    | ● 2 - 7 東洋大姫路                | 初戦敗退 |

## 通算成績
| 出場 | 試合 | 勝利 | 敗戦 | 引分 | 勝率 | 優勝 | 準優勝 | ベスト4 | ベスト8 |
| ---- | ---- | ---- | ---- | ---- | ---- | ---- | ------ | ------- | ------- |
| 30   | 56   | 28   | 28   | 0    | .500 | 1    | 1      | 2       | 7       |

## 学校別成績
| 校名     | 出場 | 直近出場 | 通算成績 | 最高成績 |
| -------- | ---- | -------- | -------- | -------- |
| 海星     | 6回  | 2023年   | 3勝6敗   | ベスト8  |
| 長崎日大 | 4回  | 2023年   | 2勝4敗   | ベスト8  |
| 創成館   | 4回  | 2020年   | 2勝3敗   | ベスト8  |
| 佐世保工 | 3回  | 1983年   | 2勝3敗   | ベスト8  |
| 清峰     | 2回  | 2009年   | 9勝1敗   | 優勝1回  |
| 諫早     | 2回  | 1980年   | 2勝2敗   | ベスト8  |
| 長崎商   | 2回  | 1952年   | 1勝2敗   | ベスト8  |
| 長崎南山 | 1回  | 1959年   | 3勝1敗   | ベスト4  |
| 長崎西   | 1回  | 1951年   | 2勝1敗   | ベスト4  |
| 波佐見   | 1回  | 2011年   | 1勝1敗   | 2回戦    |
| 佐世保実 | 1回  | 1984年   | 1勝1敗   | 2回戦    |
| 瓊浦     | 1回  | 1991年   | 0勝1敗   | 初戦敗退 |
| 大崎     | 1回  | 2021年   | 0勝1敗   | 初戦敗退 |
| 壱岐     | 1回  | 2025年   | 0勝1敗   | 初戦敗退 |